# Hugo Curioni
Hugo Alberto Curioni (sinh ngày 11 tháng 10 năm 1946) là một cựu cầu thủ bóng đá người Argentina chơi ở vị trí tiền đạo. Trong cả sự nghiệp, ông thi đấu ở 3 quốc gia khác nhau, gồm Argentina, Pháp và México.

## Sự nghiệp thi đấu

### Argentina
Curioni bắt đầu sự nghiệp chuyên nghiệp của mình với Instituto de Córdoba vào năm 1969, rồi ký hợp đồng với Boca Juniors vào năm 1970. Trong mùa giải đầu tiên, ông cùng đội bóng giành chức vô địch quốc nội và cân bằng thành tích ghi bàn của Oscar Más và Ignacio Peña tại Giải vô địch Metropolitan năm 1973.
Curioni được người hâm mộ Boca ưu ái nhờ thành tích ghi bàn trong trận derby Superclásico trước đại kình địch River Plate. Ông chia sẻ kỷ lục ghi bàn trong 6 trận Superclásico liên tiếp với Paulo Valentim và ghi tổng cộng 7 bàn sau 11 trận.

### Pháp
Curioni được câu lạc bộ Nantes ký hợp đồng và là cầu thủ ghi bàn nhiều thứ ba ở mùa giải 1974–75.
Vào năm 1975, Curioni chuyển đến Metz, nơi ông là vua phá lưới ở mùa giải 1975–76 và 1976–77. Sau đó, ông thi đấu cho Montpellier và Troyes.

### México và quay trở lại quê nhà Argentina
Curioni có một thời gian thi đấu cho Toluca ở México và trở lại Argentina vào tháng 3 năm 1980 để kết thúc sự nghiệp của mình ở Gimnasia de La Plata.

## Danh hiệu
Boca Juniors
- Giải bóng đá vô địch quốc gia Argentina: 1970